# Avre (Somme)
L'Avre è un fiume francese che scorre in Piccardia ed è il principale affluente di sinistra della Somme. Non va confuso con l'Avre, affluente dell'Eure e quindi sub-affluente della Senna.

## Etimologia
Il nome originale del fiume era Arva.

## Geografia
Lungo 66 km, con un bacino di 1.150 km², l'Avre riveste una certa importanza, anche se la sua portata alla confluenza con la Somme è piuttosto modesta (5,1 m³/s). La sua larghezza varia da 1 a 15 m.
Nasce ad un'altezza di 81 m s.l.m., nel bois de Crapeaumesnil, a meno di un chilometro da Ferme Sébastopol e Ferme Haussu, nel comune di Amy, al confine con Crapeaumesnil, che egli incontra alcune centinaia di metri dopo per poi rientrare nel territorio di Crapeaumesnil. La confluenza con la Somme ha luogo nel comune di Camon, ad un'altitudine di 24 m s.l.m., al confine con il territorio di Amiens.

## Dipartimenti, comuni e cantoni attraversati
L'Avre nasce nel territorio di Amy, dipartimento dell'Oise, nel cantone di Lassigny, poi attraversa i comuni di Crapeaumesnil e di Avricourt (ancora nel cantone di Lassigny, quindi 3 comuni nel dipartimento dell'Oise).
Entra quindi nel dipartimento della Somme, nel quale bagna trenta comuni (ordine da monte verso valle):
Verpillières, Roiglise, Roye, Saint-Mard, l'Échelle-Saint-Aurin, Villers-lès-Roye, Andechy, Marquivillers, Guerbigny, Warsy, Becquigny, Arvillers, Davenescourt, Boussicourt, Pierrepont-sur-Avre, Contoire, Hargicourt, Braches, La Neuville-Sire-Bernard, Morisel, Moreuil, Thennes, Hailles, Thézy-Glimont, Fouencamps, Boves, Cagny, Longueau, Amiens, Camon.
Nel suo percorso attraverso il dipartimento della Somme, interessa sei cantoni:
- Montdidier
- Roye
- Moreuil
- Boves
- cantone di Amiens-4 (Est)
- cantone di Amiens-5 (Sud-Est).

## Affluenti

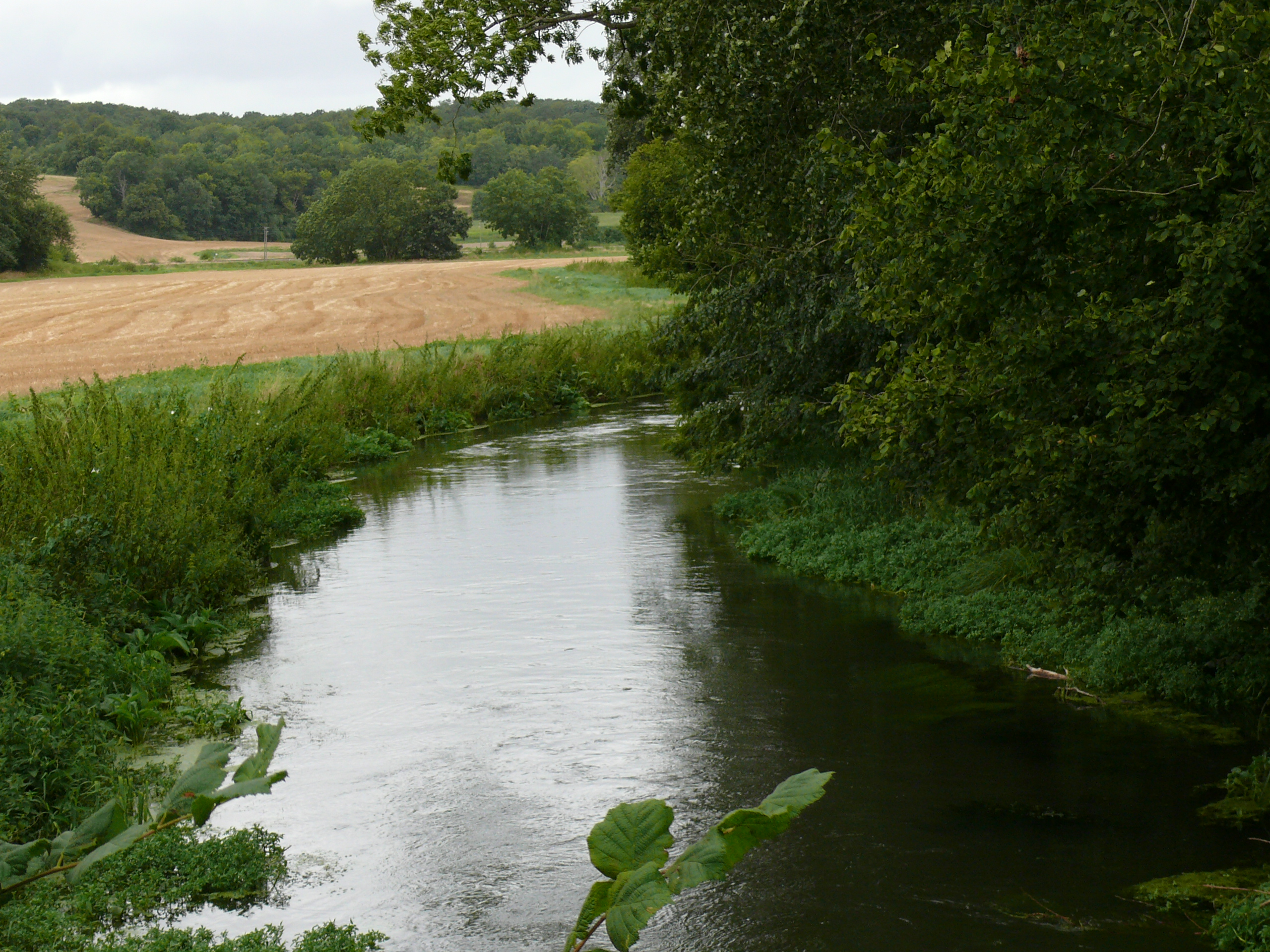
L'Avre e la sua valle a La Neuville-Sire-Bernard.

I principali affluenti dell'Avre sono:
- la Noye che confluisce a Boves, alla riva sinistra,
- il Trois Doms, che confluisce nell'Avre a Pierrepont-sur-Avre[4] alla riva sinistra,
- la Braches, che la raggiunge a Braches alla riva sinistra,
- la Luce che confluisce a Berteaucourt-les-Thennes alla riva destra

Inoltre il rio Saint-Firmin, alla destra orografica, lungo soli 1,7 km e che attraversa il comune di Roye nell'omonimo cantone.